# Mitsubishi F-2
El Mitsubishi F-2 és un avió de combat fabricat per la companyia japonesa Mitsubishi Heavy Industries (MHI) i l'estatunidenca Lockheed Martin per a la Força Aèria d'Autodefensa del Japó amb repartiment de la producció 60/40 entre el Japó i els Estats Units. Es basa en el Lockheed Martin F-16 Fighting Falcon i van ser contractats 94 avions. La seva producció va començar en 1996 i va entrar en servei l'any 2000.

## Desenvolupament
L'octubre de 1987, el Japó va seleccionar el F-16 com a base de disseny per a substituir l'obsolet Mitsubishi F-1. El programa del F-2 va ser polèmic perquè en el cost unitari es van incloure els costos del desenvolupament que van resultar ser 4 vegades més grans que un F-16 bloc 50/52, i en què no s'incloïen les respectives despeses de recerca i desenvolupament.
El vol inicial del F-2 va ser el 7 d'octubre de 1995. Aquell any el govern japonès va aprovar una comanda de 141 unitats, ràpidament reduïdes a 130, per ser incorporades al servei abans de 1999 però problemes estructurals van endarrerir l'entrada en servei fins a l'any 2000. El 2004 una nova retallada va reduir el projecte a 98 aparells, incloent els prototips. El resultat total del programa era, essencialment, un avió amb la grandària i el pes d'un F-15 amb només un motor.
Divuit avions F-2 amb base en la Base Aèria de Matsushima (Prefectura de Miyagi) se'ls va endur el tsunami de l'11 de març de 2011.

## Disseny
Diferències de l'F-2 respecte de l'F-16:
- Un 25% més de superfície alar.

F-16
F-2.

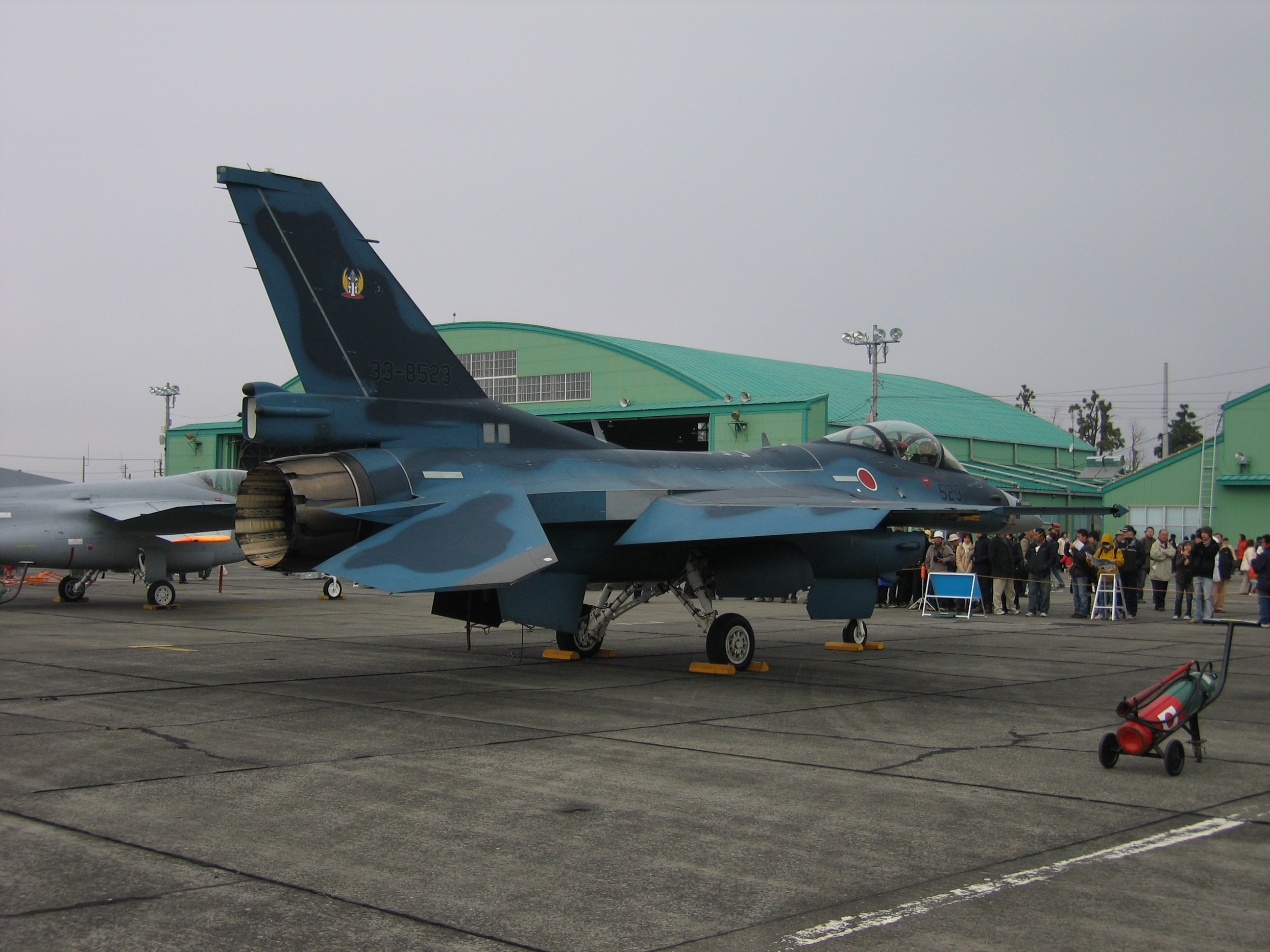
Vista posterior d'un F-2.

- Ús de materials compostos per reduir el pes total i la signatura electromagnètica del radar.
- Un musell més llarg i ample perquè hi càpiga un radar del tipus "phased-array".
- Tren d'aterratge més gran.
- Estabilitzador horitzontal més gran.
- Presa d'aire més gran.
- Ordinadors de bord, sistemes d'atac i altres elements d'aviònica desenvolupats per NEC i Kokusai Electric
- Potencials capacitats stealth per missions de combat furtiu
- Cúpula de cabina de 3 peces.
- Capacitat per quatre míssils ASW, ASM-1 o ASM-2, quatre AAMs, tancs de combustible addicionals.

A més, l'F-2 està equipat amb un paracaigudes de frenat, igual que la versió OTAN de l'F-16.

## Components

### Electrònica
| Sistema                   | País | Fabricant | Notes                                                                        |
| ------------------------- | ---- | --------- | ---------------------------------------------------------------------------- |
| Sistema de control de vol |      |           | Quàdruple FBW (3 canals digitals i 1 d'analògic). Bucle completament tancat. |

## Variants

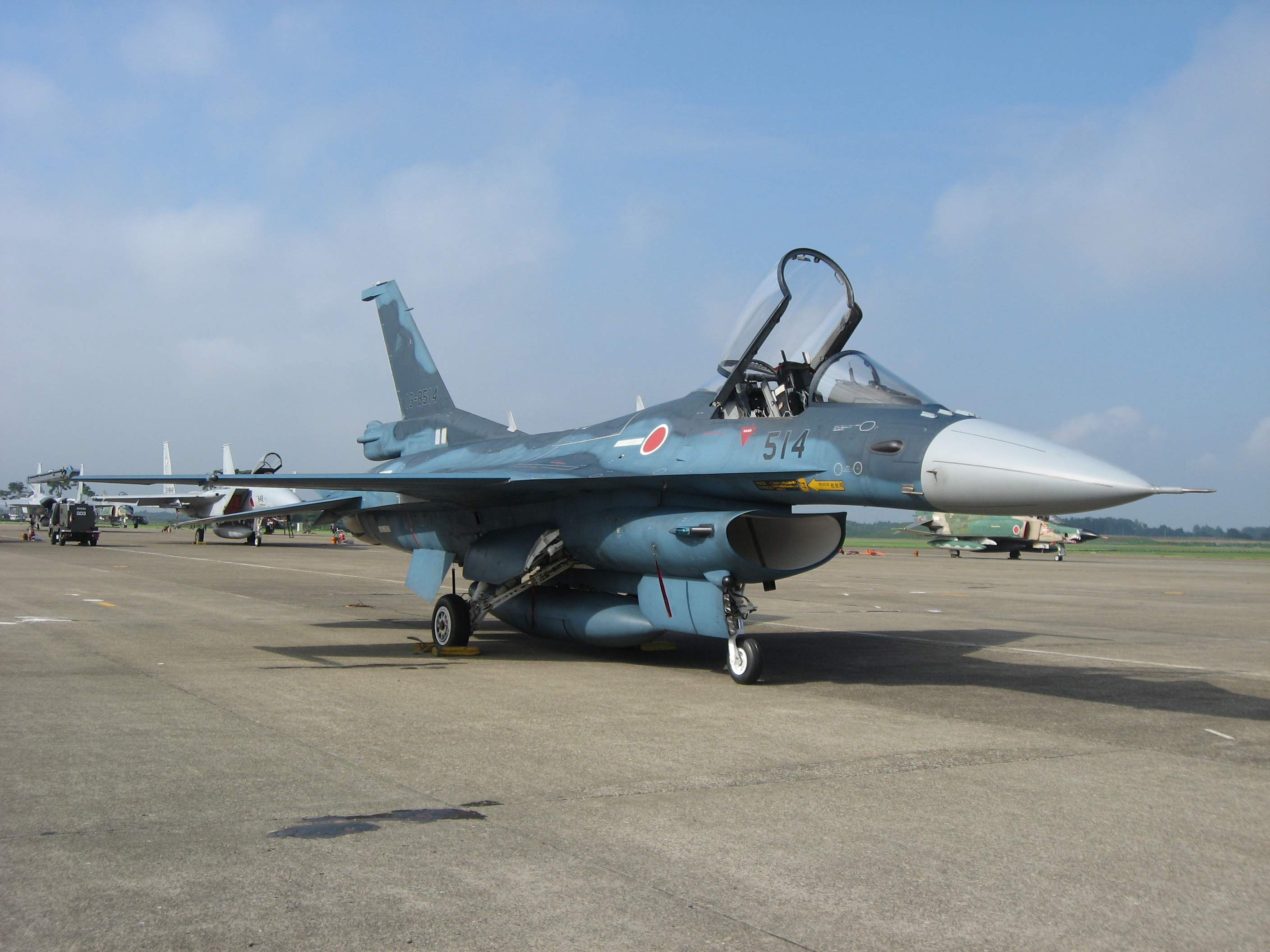
Un F-2A en exhibició a la Base Aèria Hyakuri el 2007.

- XF-2A: prototip, 1 seient.
- XF-2B: prototip, 2 seients.
- F-2A: caça, 1 seient.
- F-2B: versió d'entrenament, 2 seients.

## Operadors
Japó
- Força Aèria d'Autodefensa del Japó. El 2008 hi ha operatius 76 aparells d'un total contractat de 94.

## Especificacions (F-2A)
- F-16 Fighting Falcon
- AIDC F-CK-1 Ching-kuo
- T-50 Golden Eagle
- Dassault Rafale
- Dassault Mirage 2000
- Dassault Mirage 4000
- Saab 39 Gripen
- Saab Gripen NG
- Eurofighter Typhoon
- Mikoyan MiG-29
- Mikoyan MiG-29M
- Mikoyan MiG-35
- Sukhoi Su-30
- Sukhoi Su-30MKI
- / JF-17 Thunder
- IAI Lavi
- F-16 Fighting Falcon
- Shenyang J-11
- Xian JH-7
- Chengdu J-10